# JIS安全色
JIS安全色（ジスあんぜんしょく）とは、日本産業規格 (JIS) が定める安全色の規格である。対応する国際規格はISO 3864である。
- JIS Z9101:2018 - 図記号−安全色及び安全標識−安全標識及び安全マーキングのデザイン通則
- JIS Z9103:2018 - 図記号−安全色及び安全標識−安全色の色度座標の範囲及び測定方法

「安全色」として「赤」「黄赤」「黄」「緑」「青」「赤紫」の6色が規定されており、また安全標識などで安全色を引き立てる「対比色」として「白」「黒」の2色が規定されている。危険標識、安全標識（JIS Z 9101）などの色として使われるほか、案内用図記号（JIS Z8210）の色としても使われる。
国内規格の「JIS Z 9101:2018」は国際規格の「ISO 3864-1:2011」と一致しているが、国内規格の「JIS Z 9103:2018」は国際規格の「ISO 3864-4:2011」に修正を加えたものとなっており、反射材料、蛍光材料（蛍光レッド、蛍光イエローなど）、蓄光材料などが規定されている。

## 色
2018年策定の改正JIS安全色（JIS Z 9103:2018）においては、世界に先駆けてユニバーサルデザインカラーが採用され、3色覚の人（一般の人）だけでなく明度で色を識別している1型・2型色覚の人やロービジョンの人など、色覚多様性に配慮して各色の値が定められた。ただし、人種による見え方の違いがあるため、国際規格であるISO 3864に反映されるには至っていない。
なお、「色覚多様性」に関して、従来は「色覚異常」または「色覚障害」と呼ばれていたが、多様な色覚は人類が進化の道程で獲得した多様性の一つなので、本来は「異常」または「障害」と呼ぶべきではないとJIS Z 9103:2018 附属書JCで特に注意されている。

### 安全色
| 色名 | マンセル値   | 日塗工色表番号 | 印刷・プリンター出力用 | デジタルサイネージ用 | 16進表示 | 色 | 主な用途                         |
| ---- | ------------ | -------------- | ---------------------- | -------------------- | -------- | -- | -------------------------------- |
| 赤   | 8.75R 5/12   | K08-50V        | C:0 M:85 Y:95 K:0      | R:255 G:75 B:0       | #FF4B00  |    | 禁止、危険、防火、緊急、停止     |
| 黄赤 | 5YR 6.5/14   | K15-65X        | C:0 M:50 Y:100 K:0     | R:246 G:170 B:0      | #F6AA00  |    | 危険、警告、航空・船舶の保安施設 |
| 黄   | 7.5Y 8/12    | K27-80V        | C:0 M:0 Y:100 K:5      | R:242 G:231 B:0      | #F2E700  |    | 注意警告                         |
| 緑   | 5G 5.5/10    | K45-55T        | C:85 M:0 Y:80 K:0      | R:0 G:176 B:107      | #00B06B  |    | 安全状態、救護、進行             |
| 青   | 2.5PB 4.5/10 | K72-45T        | C:95 M:40 Y:0 K:0      | R:25 G:113 B:255     | #1971FF  |    | 指示、誘導                       |
| 赤紫 | 10P 4/10     | K89-40T        | C:40 M:90 Y:0 K:0      | R:153 G:0 B:153      | #990099  |    | 放射能                           |

### 対比色
| 色名 | マンセル値 | 日塗工色表番号 | 印刷・プリンター出力用                                                            | デジタルサイネージ用 | 16進表示 | 色 | 主な用途 |
| ---- | ---------- | -------------- | --------------------------------------------------------------------------------- | -------------------- | -------- | -- | -------- |
| 白   | N9.3       | KN-93          | C:0 M:0 Y:0 K:0                                                                   | R:255 G:255 B:255    | #FFFFFF  |    | 対比色   |
| 黒   | N1.5       | KN-15          | C:50 M:50 Y:50 K:100 印刷時に版ズレが起こりうる文字や細線の場合 C:0 M:0 Y:0 K:100 | R:0 G:0 B:0          | #000000  |    | 対比色   |

## 使用例
図記号は安全標識の一般的事項（JIS Z 9104:2005）付表1（安全標識の種類とそのデザイン）で規定されている（放射能の図記号に関しては「放射性同位元素等による放射線障害の防止に関する法律施行規則」および「ISO 7010 W 003」に規定されている）が、改正JIS安全色（JIS Z 9101：2018）はユニバーサルデザインカラーを採用してどんな人でも見やすい色になったということで、案内用図記号(JIS Z 8210:2017)、ハザードマップなどあらゆる場面で活用することが期待されている。
なお、以下の基本形状の色は2018年改正前の安全色となっていることに注意。
| 基本形状 | 意味     | 安全色 | 対比色 | 図記号要素の色 | 注                                         |
| -------- | -------- | ------ | ------ | -------------- | ------------------------------------------ |
|          | 禁止     | 赤     | 白     | 黒             | 安全色の赤は、標識面積全体の少なくとも35％ |
|          | 指示     | 青     | 白     | 白             | 安全色の青は、標識面積全体の少なくとも50％ |
|          | 注意警告 | 黄     | 黒     | 黒             | 安全色の黄は、標識面積全体の少なくとも50％ |
|          | 安全状態 | 緑     | 白     | 白             | 安全色の緑は、標識面積全体の少なくとも50％ |
|          | 放射能   | 黄     |        | 赤紫           | 図記号は、放射線障害に関する施行規則による |